# David Nalbandian
David Nalbandian, argentinski tenisač, * 1. januar 1982, Unquillo, Córdoba, Argentina.

## Teniška kariera
Tenis je začel igrati pri petih letih ko mu je dedek zgradil igrišče. Kot mladinec je zmagal na mladinskem US Openu posamično proti Federerju leta 1998 in v dvojicah v Wimbledonu leta 1999.

### 2000-2002
Profesionalno kariero je začel leta 2000. Leta 2001 je leto prvič končal med prvimi petdesetimi na ATP lestvici. Leto 2002 je končal kot številka 1 v Argentini in tudi Južni Ameriki. Zmagal je dva ATP turnirja in prišel v finale Wimbledona, kjer je izgubil proti Lleytonu Hewittu. Pot do finala je bila zelo presenetljiva saj je prvič igral na travi med profesionalci.

### 2003-2004
Na Wibledonu ni bil tako uspešen kot leto poprej. Izpadel je v kategoriji 16 najboljših igralcev proti domačemu adutu Tim Henmanu. Zato pa je bil toliko boljši na US Openu, kjer je izločil oba Wimbledon finalista Marka Philippoussisa in Rogerja Federerja. Izgubil pa je v polfinalu proti Andy Roddicku to je bil že njegov drug zelo težak dvoboj z njim v kratkem času pred tem sta se pomerila v finalu Rogers Cupa. Tekmovalec, ki je premagal Davida je na koncu zmagal na turnirju. Proti Andy Roddicku je itzubil s 6-7, 3-6, 7-6, 6-1, 6-3. Tekmovalec, ki je premagal Davida je na koncu zmagal na turnirju. Nalbandian je sezono končal kot 8. igralec sveta.
Leta 2004 je Davidu uspel najboljši rezultat na Francoskem Grand Slamu. Prebil se je do polfinala, kjer je izgubil proti kasnejšemu zmagovalcu turnirja Gastonu Gaudiju. Konec leta 2004 je dočakal kot 9 igralec sveta, medtem, ko je bil julija iztega leta že med najboljšo peterico. to mu je uspelo prvič v karieri.

### 2005
Leta 2005 se je Nalbandian prebil v četrtfinale Odprtega prveenstva Avstralije, Wimbledona in Odprtega prvenstva Amerike. Pomembneje pa je da je zmagal na Tenis Masters Cup turnirju. S tem je postal šele drugi Argentinec, ki je zmagal na zaključnem turnirju sezone. Pred njim je to uspelo Guillermu Vilasu leta 1974. Premagal je Andy Roddicka ter vse tri dvoboje v skupini (Roger Federer, Ivan Ljubičić in Guillermo Coria. V polfinalu je premagal Rusa Nikolaja Davidenka v finalu pa po popolnem preobratu prvega nosilca Švicarja Rogerja Federerja, zmagal je po petih nizih. Postal je tudi prvi ki je uspel zmagati na tem turnirju brez tega, da je pred tem zmagal na kakšnem Grand Slam turnirju ali Master Series turnirju.

### 2006
V januarju leta 2006. V četrtfinalu Odprtega prvenstva Avstralije je izločil Fabricia Santoro iz Francije s 7-5, 6-0 in 6-0. S tem je postal postal šele drugi aktivni igralec po Rogerju Federerju, ki je zaigral v polfinalu v vseh Grand Slam turnirjih v enem letu. Klonil je v polfinalu proti Marku Baghdatisu. Tekma se je končala po petih nizih. Nalbandianu je kazalo zelo dobro dobil je uvodna niza ter v tretjem dosegel že štiri točke a na kocu po trdem dvoboju izgubil. V maju je drugič v karieri zmagal na Estoril Open Tournament turnirju na Portugalskem. S tem je postal šele tretji zemljen vseh časov, ki se lahko ponaša s tem uspehom. Pred njim je to uspelo le: Carlosu Costi v letih 1992 in 1994 ter Thomasu Mustru leta 1995 in 1996. Mesec kasneje se je drugič v karieri uvrstil v polfinale Odprtega prvenstva Francije. Prvič v karieri se mu je uspelo prebiti v dva Grand Slam polfinala v enem koledarskem letu. Igral je proti Rogerju Federerju in začel odlično: dobil prvi set s 6-3 in vodil 3-0 v drugem. V tretjem pa je po zaostanku s 5-2 predal dvoboj zaradi poškodbe. V Wimbledonu je izpadel v tretjem krogu. Zgodilo se mu je sploh prvič, da se ni uvrstil v najboljšo šestnajsterico. Na Odprtem prvenstvu ZDA je izpadel v drugem krogu 7:6 v petem nizu proti Maratu Safinu, ki se je vračal po serjiji poškodb.
Na Davis cupu se je Argentini pridružil v polfinalu kjer so igrali proti Avstraliji. David je z lahkoto premagal Marka Philippoussisa s 6–4 6–3 6–3 in povedel Argentino v vodstvo s 1-0. Nalbandian je čutil, da občinstvo ni bilo ravno zadovljno s predstavo. Ko so izžrebali pare za polfinale je David ponudil roko Marku Philippoussisu ter ga povabil na zabavo, ki je bila v nedeljo ponoči kar je nakazovalo, da je Argentina v soboto vodila proti Avstraliji s 3-0. Argentina je s Nalbandianom na čelu suvereno odpravila Avstralijo s 5-0. Nalbandian je bil jezen samo zato ker ni mogel igrati s Llytonom Hewittom katerega je leta 2005 v četrfinalu Davis cupa leta 2005 z lahkoto odpravil s 6–2 6–4 6–4 in vodi v medsebojnih zmagah s 3-1. Preden so se odpravili na dvoboje je Nalbandian dejal: "Premagali smo jih v Avstraliji zato jih bomo zudi zdaj in res Argentina je ponižala svoje nasprotnike s 5-0 v zmagah. Nalbandian je postal s Hewittom postal tudi dober prijatelj.

### 2007
Leta 2007 David prvič po letu ni bil med dvajseterico najboljših tenisačev po lestvici ATP. Iz elitne dvajseterice je izpadel po porazu proti Nikolaju Davidenku na Odprtem prvenstvu Francije leta 2007. Zadele so ga mnoge poškodbe. Poškodba hrbta in noge. Ti poškodbi sta mu unemogočili igranje na stari ravni. 
Padel je na 26. mesto na ATP lestvici. Na tem mestu je bil vse dokler ni zmagal na turnirju Madrid Masters leta 2007. Na turnirju je premagal tudi: Novaka Đokovića, Rafaela Nadala in Rogerja Federerja. S tem je postal prvi po Borisu Beckerju in Novaku Đokoviću, ki je na enem turnirju premagal tri najboljše igralce sveta. V četrtfinalu je izločil Nadala z rezultatom 6-1, 6-2, v polfinalu je bil boljši od Novaka Đokovića v finalu pa je za končno zmago premagal Rogerja Federerja s 1-6, 6-3, 6-3.
Na istem turnirju se je prebil tudi v polfinale v igrah dvojic. Njegov partenr je bil Guillermo Canas. V polfinalu sta izgubila proti najvišje postavljenima igralcema v igrah dvojic bratoma Bobu Bryanu in Miku Bryanu. Po turnirju se je v posamečni kategorijo na ATP lestvici povzpel s 25. mesta na 18. Na naslednjem turnirju pa je izgubil že v prvem krogu.
Leta 2007 je igral tudi na Paris Mastersu, kjer je v tretjem krogu izločil Federerja z izidom 6-4, 7-6(7-3). Nato je bil v četrfinalu boljši od Davida Ferrera, premagal ga je z zelo tesnim izidom 7–6(7–3), 6–7(3–7), 6–2. V polfinalu se je pomeril s Richardom Gasquetejem in ga z lahkoto premagal z izidom 6-2, 6-4. V finalu pa je premagal Rafaela Nadala s 6-4, 6-0 in osvojil svoj drugi ATP Masters Series turnir. S tem je postal prvi po negdanji številki ena Maratu Safinu (2004), ki je v enem letu osvojil tako Madrid Masters in tudi Paris Masters. Ta zmaga je Nalbandiana spet zavihtela nazaj med elitno deseterico na lestvici ATP natančneje na 9 mesto.

### 2008
Nalbandian je leto 2008 spet začel med elitno deseterico. Na naslednjem turnirju se mu ni uspelo uvrstiti v četrfinale saj je izgubil v tretjem krogu proti takratnji številki 22 na lestvici ATP Juanu Carlosu Ferreru. 24. februarja 2008 je Nalbandian zmagal na turnirju Copa Telmex, torej na svojem domačem turnirju v Buenos Airesu v Argentini. V finalu je premagal svojega sorojaka Joseja Acasusa. S to zmaga se je zavihtel na 8 mesto na ATP lestvici.
Naslednji teden je že nastopil na turnirhu imenovanem Abierto Mexicano Telcel v mestu Acapulco v Mehiki. Premagal je Borisa Pašanskija, Santiaga Venturo, Potita Starceja in Luisa Horno. Toda v finalu ni bil tako uspešen in izgubil proti Špancu Nicolasu Almagru z izidom 6-1, 7-6(1).
Leta 2008 se je udeležil tudi turnirja Pacific Life Open. V prvem krogu je bil prost, v druegm krogu pa je z izidom 6–4, 4–6, 7–6(4) premagal Ernestsa Gulbisa. v naslednjem krogu se je pomeril s Radekom Štěpánkom od njega je bil boljši z izidom 7–6(1), 0–6, 7–6(6). V četrtem krogu je izločil Juana Carlosa Ferrera. Igubil pa je v četrtfinalu po zelo izenačeni tekmi proti Mardyu Fishu z izidom 3–6, 7–6(5), 6–7(4). Na tem turnirju je igral tudi v kategoriji dvojic s Guillermom Cañasem, vendar sta po tesnem rezultatu izgubila v drugem krogu.

## Stil igranja
zanj je značilna zelo agresivna igra in gibanje čez vso igrišče. Njegova glavna orožja so zelo uspešen povratek k igri, natančnost in hitrost. je zelo tehnično podkovan in veliko se giba po igrišču s tem dela veliko težav nasprotnikom. Njegovi streli veliko krta letijo točno na črto, ki označuje rob igrišča. Zelo dober je tudi v volley udarcih in agresivni igri. Veliko krat svojo hitrost izrabi za igro pri mreži. Ni pa znan po zelo močnem začetnem udarci ali drugače servisu vendar to nadomesti z zelo natančnim udarcem.

## Podrobnejši podatki
- Njegov sponzor je Yonex. Tudi oblačila in ubovala, ki jih nosi na tekmah so izdeliki te firme.
- Zelo dobro se razume z vojim soigralci še posebej s Agustín CalleriAgustínom Callerijem.
- Je edini še aktivni igralec zraven Federerja in Đokovića, ki se je prebil do polfinala ali še dalje na vseh štirih Grand Slam turnirjih .
- Nalbandian je navijač nogometnega kluba Club Atlético River Plate, in ima svojo osebno rally ekipo imenovano Tango Rally s prvim voznikom Marcosom Ligatom.
- Postal je tretji igralec vseh časov, ki mu je uspelo na enem turnirju premagati tri najvišje kotirane igralce na svetu. Pred njim je to uspelo Borisu Beckerju in Novaku Đokoviću. Vendar samo Nalbandianu in Đokoviću je uspelo to popolno, saj Boris Becker ni premagal treh najboljših igralcev na svetu v treh zaporednih tekmah.
- Nalbandian je tudi treji, ki mu je uspelo premagati tako Federerja in tudi Nadala, ki sta igralec številka 1 in igralec številka 2. Pred njim je to uspelo Tomášu Berdychju and Novaku Đokoviću.
- Ima Armenjske in Italijanske korenine.

## Statistika kariere

### Grand Slam finali (1)

#### Posamično

##### Finali (1)

###### Porazi (1)
| Leto | Turnir                   | Nasprotnik v finalu | Rezultat finala |
| 2002 | Odprto prvenstvo Anglije | Lleyton Hewitt      | 6–1, 6–3, 6–2   |

### Tennis Masters Cup finali (1)

#### Posamično

##### Zmage
| Letor | Turnir  | Nasprotnik v finalu | Rezultat finala                   |
| 2005  | Šanghaj | Roger Federer       | 6–7(4), 6–7(11), 6–2, 6–1, 7–6(3) |

### ATP Masters Series finali (5)

#### Posamično (5)

##### Zmage (2)
| Leto | Turnir         | Nasprotnik v finalu | Rezultat finala |
| 2007 | Madrid Masters | Roger Federer       | 1–6, 6–3, 6–3   |
| 2007 | Paris Masters  | Rafael Nadal        | 6–4, 6–0        |

##### Finale (3)
| Leto | Turnir         | Nasprotnik v finalu | Rezultat finala |
| 2003 | Canada Masters | Andy Roddick        | 6–1, 6–3        |
| 2004 | Rome Masters   | Carlos Moyà         | 6–3, 6–4, 6–0   |
| 2004 | Madrid Masters | Marat Safin         | 6–2, 6–4, 6–3   |

### Finala v karieri

#### Posamično (15)

##### Zmage (8)
| Legend                 |
| Grand Slam (0)         |
| Tennis Masters Cup (1) |
| ATP Masters Series (2) |
| ATP Turnir (5)         |

| Podlaga igrišča |
| Trda (2)        |
| Pesek (4)       |
| Trava (0)       |
| Preproga (2)    |

| Št. | Datum             | Turnir                                                  | Podlaga  | Nasprotnik v finalu | Rezultat                          |
| 1.  | 8. april 2002     | Estoril Open, Portugalska                               | Pesek    | Jarkko Nieminen     | 6–4, 7–6(5)                       |
| 2.  | 21. oktober 2002  | Davidoff Swiss Indoors, Švica                           | Preproga | Fernando González   | 6–4, 6–3, 6–2                     |
| 3.  | 1. maj 2005       | BMW Open, Nemčija                                       | Pesek    | Andrei Pavel        | 6–4, 6–1                          |
| 4.  | 20. november 2005 | Tennis Masters Cup, Šanghaj, Ljudska republika Kitajska | Preproga | Roger Federer       | 6–7(4), 6–7(11), 6–2, 6–1, 7–6(3) |
| 5.  | 7. maj 2006       | Estoril Open, Portugalska                               | Pesek    | Nikolaj Davidenko   | 6–3, 6–4                          |
| 6.  | 21. oktober 2007  | Madrid Masters, Španija                                 | Trda     | Roger Federer       | 1–6, 6–3, 6–3                     |
| 7.  | 4. november 2007  | Paris Masters, Francija                                 | Trda     | Rafael Nadal        | 6–4, 6–0                          |
| 8.  | 24. februar 2008  | Buenos Aires, Argentina                                 | Pesek    | Jose Acasuso        | 3–6, 7–6(5), 6–4                  |

##### Finala (8)
| Št. | Datum             | Turnir                                        | Podlaga    | Nasprotnik v finalu | Rezultat                |
| 1.  | 1. oktober, 2001  | Campionati Internazionali di Sicilia, Italija | Pesek      | Félix Mantilla      | 7–6(2), 6–4             |
| 2.  | 8. julij, 2002    | Wimbledon, Anglija                            | Trava      | Lleyton Hewitt      | 6–1, 6–3, 6–2           |
| 3.  | 11. avgust, 2003  | Canada Masters, Kanada                        | Trda       | Andy Roddick        | 6–1, 6–3                |
| 4.  | 27. oktober, 2003 | Davidoff Swiss Indoors, Švica                 | Carpet (i) | Guillermo Coria     | W/O                     |
| 5.  | 10. maj, 2004     | Rome Masters, Italija                         | Pesek      | Carlos Moyà         | 6–3, 6–3, 6–1           |
| 6.  | 25. oktober, 2004 | Madrid Masters, Španija                       | Trda       | Marat Safin         | 6–2, 6–4, 6–3           |
| 7.  | 1. november, 2004 | Davidoff Swiss Indoors, Švica                 | Preproga   | Jiří Novák          | 5–7, 6–3, 6–4, 1–6, 6–2 |
| 8.  | 1. marec, 2008    | Abierto Mexicano Telcel, Mexico               | Pesek      | Nicolas Almagro     | 6–1, 7–6(1)             |

#### Dvojice

##### Finale (1)
- 2003
  - ATP Buenos Aires Nalbandian s Lucasom Arnoldem (izgubila sta proti Marianu Hoodu in Sebastiánu Prietu).

## Posamični dosežki na turnirjih
Tabela prikazuje zmage in poraze Davida Nalbandina na določenih turnirjih. Tabela pravilna do datuma: 4. november 2007
| Turnir                            | 2000 | 2001 | 2002 | 2003 | 2004 | 2005 | 2006 | 2007 | 2008 | Career win-loss |
| --------------------------------- | ---- | ---- | ---- | ---- | ---- | ---- | ---- | ---- | ---- | --------------- |
| Australian Open                   | A    | A    | 2K   | QF   | QF   | QF   | PF   | 4K   | 3K   | 21-7            |
| French Open                       | N    | PQ   | 3K   | 2K   | PF   | 4K   | PF   | 4K   |      | 19-6            |
| Wimbledon                         | N    | N    | F    | 4K   | N    | QF   | 3K   | 3K   |      | 17-5            |
| U.S. Open                         | N    | 3K   | 1K   | PF   | 2K   | QF   | 2K   | 3K   |      | 15-7            |
| Grand Slam Zmage-Porazi1          | 0-0  | 2-1  | 9-4  | 13-4 | 10-3 | 15-4 | 13-4 | 10-4 |      | 72-24           |
| Indian Wells Masters              | N    | N    | 2K   | 1K   | N    | 4K   | 4K   | 4K   | QF   | 10-6            |
| Miami Masters                     | 1K   | 1K   | 1K   | 3K   | N    | 3K   | PF   | 3K   | 2K   | 7–8             |
| Monte Carlo Masters               | N    | N    | 3K   | 2K   | QF   | N    | 3K   | 2K   |      | 9–5             |
| Rome Masters                      | N    | N    | 2K   | 1K   | F    | 1K   | PF   | N    |      | 10-5            |
| Hamburg Masters                   | N    | N    | 1K   | PF   | 1K   | 1K   | N    | N    |      | 4–4             |
| Canada Masters                    | N    | N    | QF   | F    | 1K   | 2K   | 1K   | 3K   |      | 11-6            |
| Cincinnati Masters                | N    | N    | 1K   | QF   | N    | 2K   | 2K   | 1K   |      | 5–5             |
| Madrid Masters                    | N    | N    | 3K   | N    | F    | PF   | PF   | Z    |      | 18-4            |
| Paris Masters                     | N    | N    | 2K   | N    | N    | 2K   | N    | Z    |      | 7–2             |
| Tennis Masters Cup                | N    | N    | N    | OVS  | N    | Z    | PF   | N    |      | 6–6             |
| Vsi naslovi                       | 0    | 0    | 2    | 0    | 0    | 2    | 1    | 2    |      | 7               |
| Mesto na lestvici po koncu sezone | 245  | 47   | 12   | 8    | 9    | 6    | 8    | 9    |      | N/A             |

N = Ni nastopil na turnirju.

LQ = <Poraz v kvalifikacijah.

(Št.)K = Število krogov skozi kater se je prebil.

Z = Zmaga na turnirju.

PF = Polfinale

OVS = Ostal v skupini

QF = Kvalifikacije